# NATO Defense College
Il NATO Defense College (NDC) è una scuola militare internazionale della NATO, equivalente ad una scuola di guerra o di Staff ubicato presso la città militare della Cecchignola di Roma in Italia. Dal 13 luglio 2023 il comandante dell'istituto è il tenente-generale Max A.L.T. Nielsen, appartenente alla Royal Danish Air Force.

## Storia
Il NDC nasce da una idea del generale Dwight D. Eisenhower, primo Supreme Allied Commander Europe (SACEUR) (Comandante supremo alleato in Europa) della NATO che ravvisava la necessità di un istituto che standardizzasse la formazione degli Alti ufficiali e degli Staff delle forze armate aderenti all'Alleanza. Il 19 novembre 1951 il NDC venne istituito ufficialmente a Parigi presso l'École militaire.
Dall'aprile 1965 al marzo 1966 è stato comandato da Duilio Fanali.
Con l'uscita francese dalla struttura militare integrata dell'Alleanza, nel 1966 il NDC venne trasferito a Roma presso il viale della Civiltà del Lavoro. Successivamente, il 10 settembre 1999, fu trasferito definitivamente nella città militare della Cecchignola.

## Organizzazione
Il NDC è strutturato su un Comando, affidato ad un tenente generale o equivalente dal quale dipendono un Dean (preside) ed un direttore amministrativo nel grado di maggior generale o generale di divisione

## Missione
Come indicato nell'orientamento strategico sul NATO Defense College realizzato dal Consiglio della NATO e dal Comitato militare (MC123/8) la missione dell'Istituto è:
- Contribuire alla efficacia e alla coesione dell'Alleanza
- Sviluppare il pensiero strategico su questioni politico-militari
- Costituire un polo di formazione, studio e ricerca capace di:
  - Preparare selezionati ufficiali e funzionari della NATO ad importanti ruoli multinazionali
  - Realizzare studi accademici e di ricerca a sostegno dell'attività dell'Alleanza
  - Collaborare con gli altri istituti formativi della NATO nella formazione del proprio personale.